# لويحة

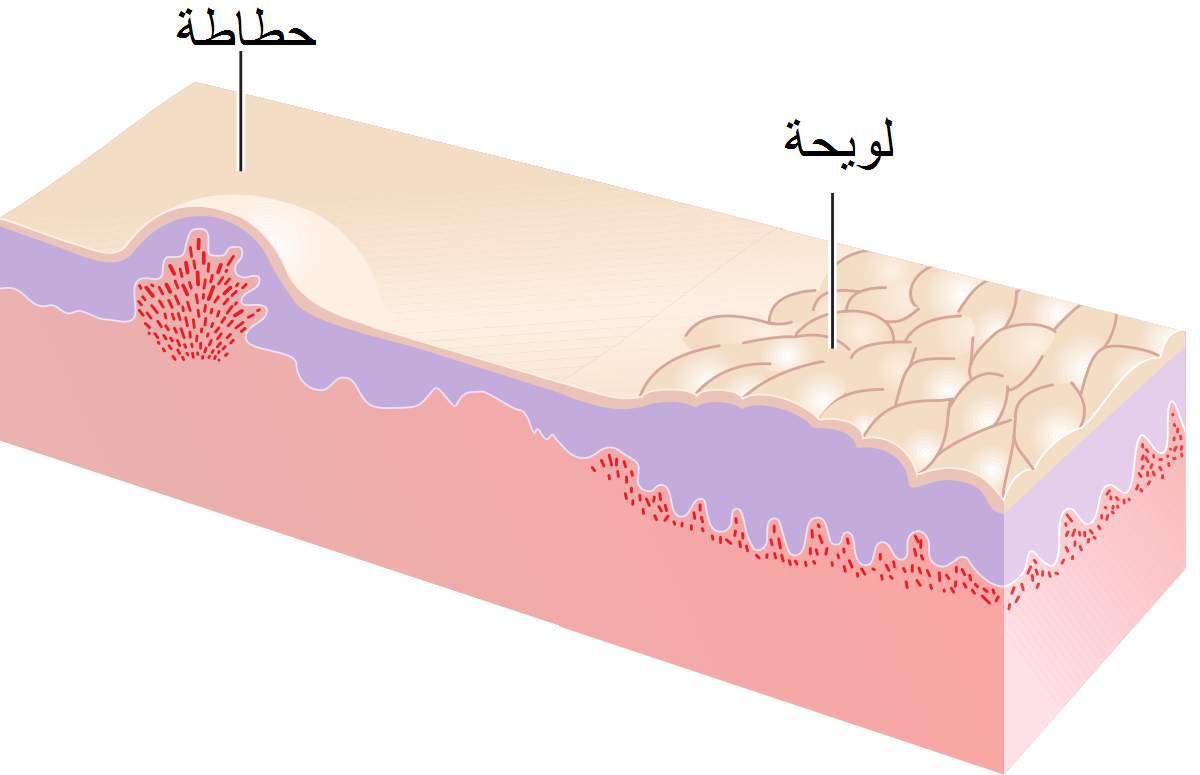
لويحة وحطاطة

اللويحة (بالإنجليزية: Plaque)‏ هي حطاطة واسعة أو تجمع حطاطات قطرها أكبر من 1 سم، أو إنها مرتفعة ومقدار قطرها أكبر من ارتفاعها.